# Lafoeina tenuis
Lafoeina tenuis is een hydroïdpoliep uit de familie Campanulinidae. De poliep komt uit het geslacht Lafoeina. Lafoeina tenuis werd in 1874 voor het eerst wetenschappelijk beschreven door Sars. 